# Still at War
Still at War è il sesto album in studio del gruppo musicale britannico heavy metal Tank, pubblicato dall'etichetta discografica Zoom Club Records nel 2002.

## Il disco
Questa il primo disco della band dopo lo scioglimento e la conseguente riunificazione ed è anche l'ultimo pubblicato dai Tank prima dei problemi legali che li porteranno alla separazione in due band parallele. L'album presenta dei ritmi leggermente più pacati rispetto alle uscite degli anni ottanta, con una maggiore propensione a creare delle atmosfere..
Still at War è stato ristampato nel 2008 dalla Metal Mind Productions in digipack con l'aggiunta di due bonus track.

## Tracce
Testi e musiche di Algy Ward.
1. Still At War – 6:17
2. That Girl's Name Is Death (T.G.N.I.D.) – 7:03
3. Light the Fire (Watch 'Em Burn) – 4:28
4. The World Awaits – 5:57
5. And Then We Heard the Thunder – 3:51
6. In the Last Hours Before Dawn – 5:13
7. Conspiracy of Hate – 5:03
8. When the Hunter Becomes the Hunted – 6:43
9. Return of the Filth Hounds – 4:22
10. The Blood's Still on Their Hands – 5:52
11. The Fear Inside – 3:37

Tracce bonus ristampa (presenti anche sulla prima versione giapponese)
1. C-ing Dub-All – 6:27
2. Still At War (Single Mix) – 5:01

## Formazione
- Algy Ward - voce, basso
- Mick Tucker - chitarra
- Cliff Evans - chitarra
- Bruce Bisland - batteria